# Unterm Birnbaum (1973)
Unterm Birnbaum ist eine deutsche Literaturverfilmung von Ralf Kirsten aus dem Jahr 1973. Der DEFA-Film beruht auf der Erzählung Unterm Birnbaum von Theodor Fontane.

## Handlung
Den Gastwirt Abel Hradschek drücken die Schulden. Seine Frau Ursula wirft ihm seine Spielsucht im eigenen Gasthaus vor. Er wiederum kritisiert, dass sie mit dem eingeführten Lebensstil immer vorgibt mehr zu haben und zu sein als die anderen. Sie stammt aus wohlhabender Familie aus dem Hannoverschen, wurde als Schauspielerin von der Familie verstoßen und konvertierte für Abel vom Katholizismus zum Protestantismus. Die gemeinsamen Kinder sind vor einigen Jahren verstorben.
Im Dorf hat sich der Schuldeneintreiber Szulski angekündigt, dem Abel sein gesamtes Vermögen überreichen müsste. Als der beim Graben unterm Birnbaum ein altes Skelett findet, fasst er mit Ursula einen Plan. Der Schuldeneintreiber erscheint und reist anscheinend am nächsten Tag in aller Frühe ab. In Wirklichkeit ist es Ursula, die in seinen Kleidern steckt. Die kleine Kutsche wird wenig später umgekippt an der Oder gefunden. Das Pferd ist tot, von Szulski fehlt jede Spur. Nur seine Kappe findet sich. Die Hradscheks werden des Mordes verdächtigt und Nachbarin Jeschken sagt aus, Abel in der Nacht am Birnbaum graben gesehen zu haben. Das Dorf versammelt sich, doch unterm Birnbaum wird nur das alte Skelett gefunden. Der Pfarrer predigt anschließend gegen den vorschnellen Verdacht der Dorfbewohner und stellt die Hradscheks als ewig Verdächtige, da Zugezogene, nicht jedoch Schuldige dar.
Während Abel der Zukunft unternehmungslustig entgegenblickt und das Haus renoviert, zerbricht Ursula als tiefgläubige Frau an ihrer Schuld. Als sie sich dem Pfarrer offenbaren will, schickt der sie davon. Auch Abel scheint sich von ihr entfernt zu haben. Zugang zu Gott findet sie nicht mehr und so erkrankt sie schließlich schwer und stirbt kurze Zeit später. Abel wiederum neigt sich dem Wahnsinn zu. Als sein Knecht behauptet, dass im Keller Szulskis Geist spuke, will Abel die tatsächlich dort vergrabene Leiche des Steuereintreibers ausgraben und in der Weichsel versenken. Er stürzt auf dem Weg in den Keller. Am nächsten Tag finden ihn der Dorfschulze und die Bauern tot. Neben ihm ragt die Hand Szulskis aus dem Boden empor.

## Produktion
Unterm Birnbaum erlebte am 16. November 1973 im Berliner Kino International seine Uraufführung. Nach Der stumme Gast (1945) war es die zweite Verfilmung der Novelle von Theodor Fontane, die ins Kino kam. In den Jahren 1963, 1964, 2014 und 2019 wurde der Stoff zudem für das Fernsehen verfilmt.

## Kritik
Die zeitgenössische Kritik befand, Regisseur Kirsten biete den literarischen Stoff „als weitschweifiges Sittenbild dar, pendelt unentschieden zwischen gesellschaftskritischer Zeitbeschreibung und psychologischem Drama, vermag nicht, beide Komponenten zu einem harmonischen, auch dramaturgisch schlüssigen Ganzen zu fügen.“ Die Charakterisierung der Figuren erscheine „gegenüber Fontane […] arg vergröbert, vordergründig, mit einer der Vorlage widersprechenden Tendenz zur satirischen Verzeichnung.“
Andere Kritiker bemängelten „ein merkwürdiges Nebeneinander von einzelnen Handlungssequenzen. Das Interesse am Geschehen, das von bestimmten Details der Inszenierung immer wieder angeregt wird, hält sich über weite Strecken nicht. Es gelingt kein organischer Rhythmus der Handlungsentwicklung, obwohl das gerade für diese Geschichte notwendig wäre.“
Der film-dienst schrieb: „Ganz auf die Darstellung der geistig-sozialen Verhältnisse um 1830 zugeschnitten, erzielt der in Milieu-Zeichnung sorgfältige, in Charakterzeichnung und Stimmungsmalerei eindringliche, dramaturgisch aber etwas spröde, ins Langatmige tendierende Film ein hohes Maß an Intensität.“
Cinema nannte die Literaturverfilmung „stimmungsvoll fotografiert. Fazit: Moritat voll finsterer Bilder und Seelen“.